# Томаш Маковський (картограф)
Томаш Маковський (пол. Tomasz Makowski 1562 або 1575, Гданськ? — 1630) — польський і білоруський друкар, художник і гравер, творець карти Великого князівства Литовського.

## Біографічні відомості
Незважаючи на широку популярність і затребуваність в той час творів майстра, про нього збереглося дуже мало відомостей. Точно не встановлено, де Маковський отримав художню освіту. Про те, що він її мав, дозволяють припускати якості виконаних робіт, впевнене володіння нової на той час технікою гравюра, обізнаність в правилах перспективної і анатомічної будови образів. Крім цього майстер показує відмінні знання в ряді науково-історичних галузей, наприклад в емблематиці, геральдиці, теології. За збереженим документам відомо, що він в 1600—1611 роках виконував різні доручення Миколая-Криштофа Радзивілла (Сирітки), ймовірно, входячи до складу несвіжського двору князя. На початку XVII ст. Маковський керував друкарнею в Несвіжі, працював при дворі князів Радзивілів землеміром, придворним артистом, малював і гравіював на замовлення.

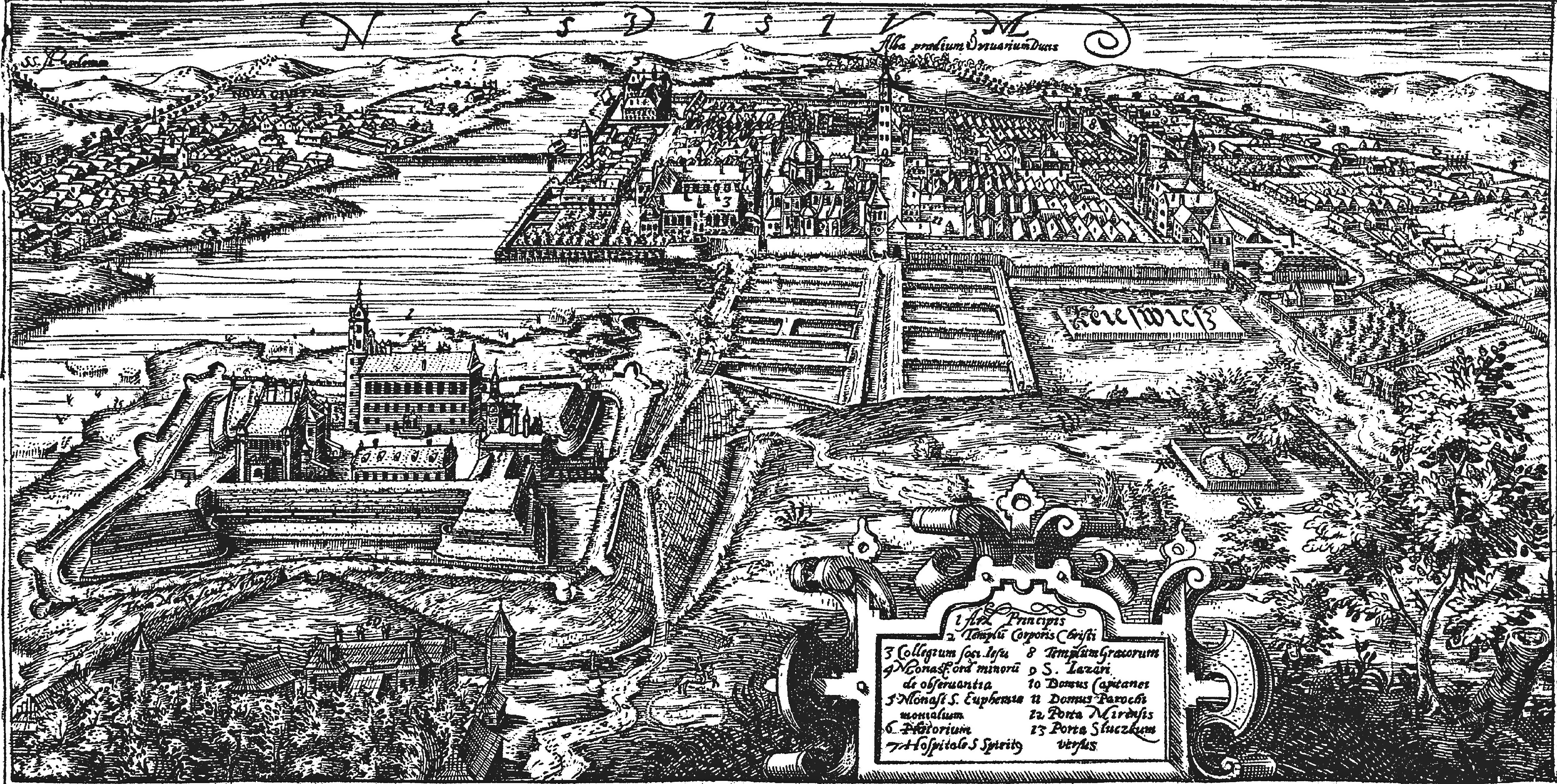
Несвіж на гравюрі Томаша Маковського (1604)

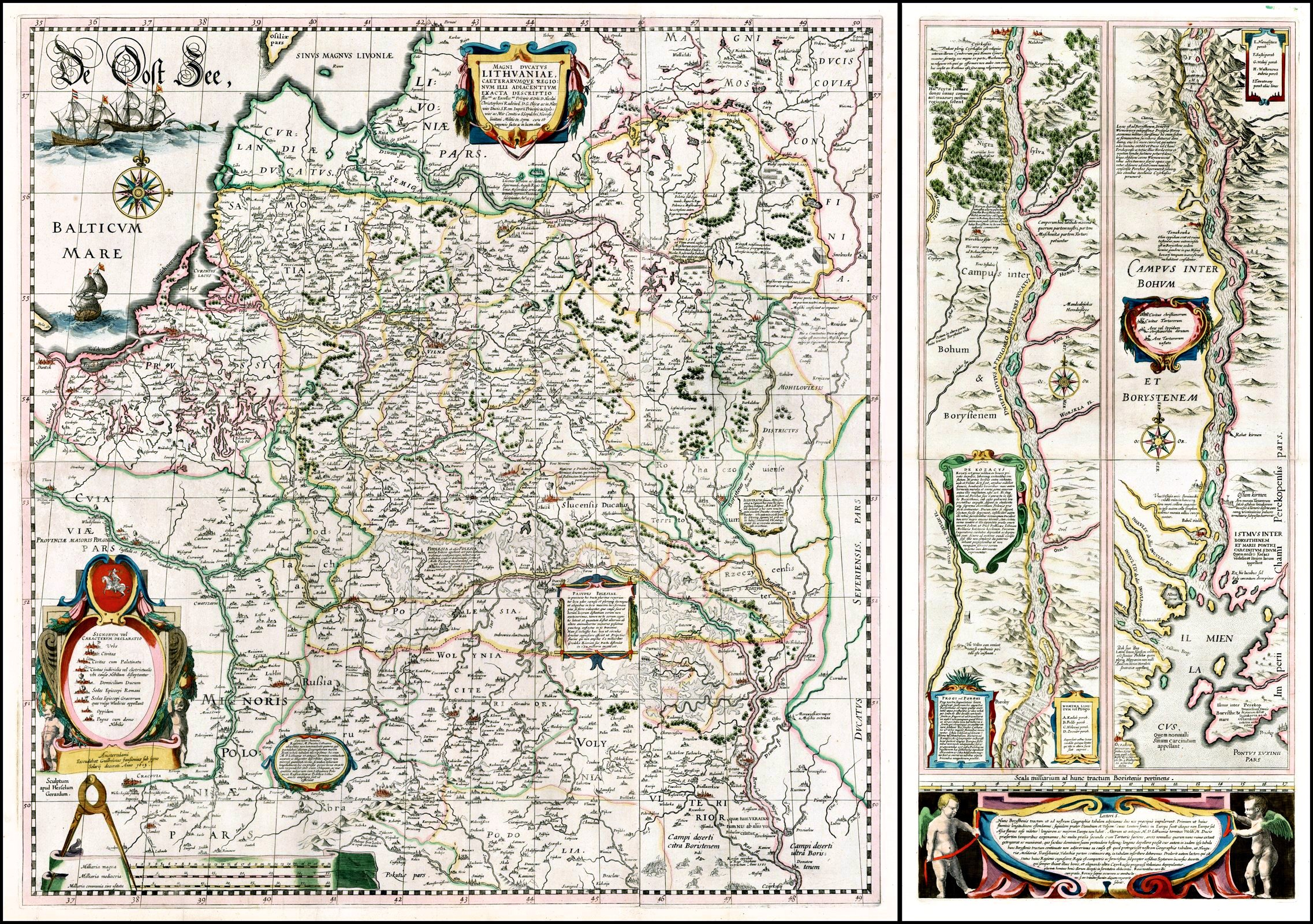
Карта Великого Князівства Литовського (Амстердам, 1613)

Томаш Маковський вигравірував першу точну карту Великого Князівства Литовського (близько 1603, збереглося друге видання, 1613, Амстердам), до якої склав пояснювальний текст, дав загальну характеристику краю (зберігається в бібліотеці Вільнюського університету). Оригінал тексту до карти зберігається в університетській бібліотеці міста Упсала в Швеції . Автор гравюр до книг «Перегринація, або Паломництво до Святої землі» М. К. Радзивілла (1601, Брунсберг), «Гіппіка» Х. Дорогостайского (1603, Краків ; 1620, Познань), до «Панегірика братів Скорульскіх — Яна, Захара і Миколая» (1604, Несвіж), «Панегірик Казимиру» (1610, Вільнюс).
Автор гравюр з видами Вільнюса, Клецька, Тракая, серії гравюр «Облога Смоленська». У 1611 році в несвіжській майстерні Маковський вигравірував план Москви, на якому вказані московські храми, дзвіниці, вежі та інші пам'ятки . Виконав гравірування портрет М. К. Радзивілла, кілька гравюр про події війни Речі Посполитої з Росією (серія «Облога Смоленська», 1611; зображення представлення сенату полонених братів Шуйских, і ін.). Роботи підписував Маковіус, Маковський, Т. М.

## Творчість
Твори Т. Маковського відрізняються високою майстерністю, впливом маньєризму і голландських майстрів. З його діяльністю пов'язаний початок активного входження гравюри в білоруську книжкову гравюру.

### Карта Великого князівства Литовського
Першою з відомих зараз значних робіт графіка є карта Великого князівства Литовського, створена наприкінці XVI ст. з ініціативи М. К. Радзивілла (Сирітки). 

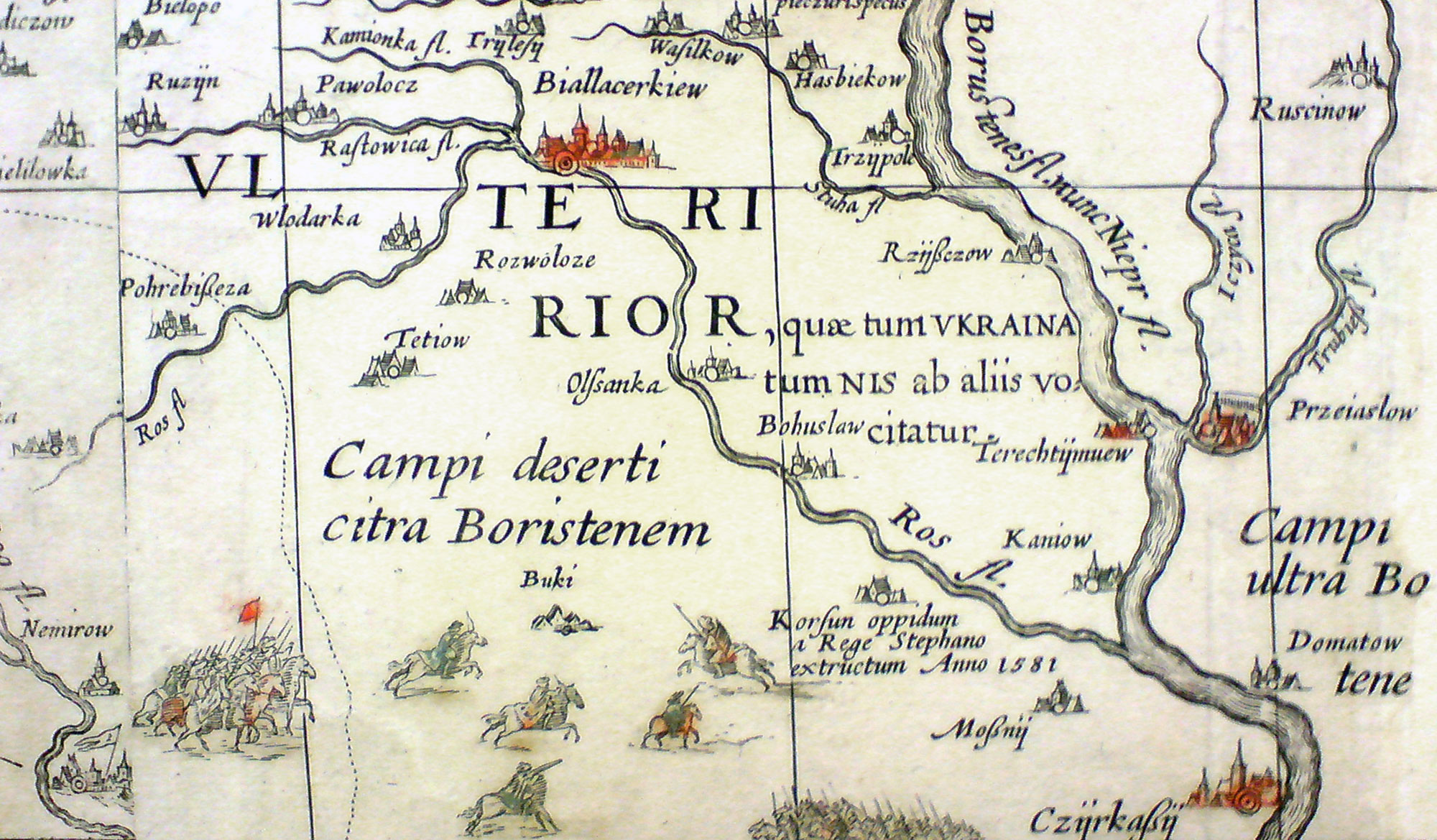
Фрагмент карти Великого князівства Литовського.

Відомо, що у її виконанні крім Т. Маковського брали участь ще кілька майстрів, оскільки робота, яка тривала близько 20 років (до 1595), вимагала великих зусиль, пов'язаних з фіксацією окремих місць, видів міст і містечок, нарешті — з гравіюванням зібраного образотворчого матеріалу. Безумовно, Т. Маковський використовував вже існуючі роботи, наприклад карти В. Мюнцера (1493), М. Кузанського (1520), А. Пограбки (1580-ті), де були показані землі Великого Князівства Литовського. Виконана Т. Маковським карта друкувалася за кордоном. Перший раз — можливо, у Гданську або Аугсбурзі (1603). Потім вона була повторена в Амстердамі в майстерні В. Блауа (1613).

### «Перегринація, або Паломництво Ясно Освітленого Князя Його світлості Миколая Криштофа Радзивілла в Святу Землю»
Другою важливою в художньому відношенні роботою Т. Маковського є оформлення та ілюстрації до книги М. К. Радзивілла (Сирітки) «Перегринація, або Паломництво Ясно Освітленого Князя Його світлості Миколая Криштофа Радзивілла в Святу Землю» про подорож господаря Несвіжа в Єрусалим в 1582—1584 роках. Книга була надрукована в Брунсбергу (1601, Прусське герцогство, сучасне Бранево, Польща). Титульний аркуш «Перегринації…» Т. Маковський виконав у вигляді порталу, в обрамленні елементів якого поміщений текст, зображений єрусалимський хрест як важлива оцінка вчиненої подорожі князя. У книзі все стримано і лаконічно. Зображення слідують за текстом, відображаючи його зміст, але з великим ступенем фантастичності. Ймовірно, в користуванні Т. Маковського були такого змісту книги про мандрування європейців у далекі землі, звідки він міг почерпнути окремі ілюстрації, інтерпретуючи або навіть повторюючи їх.

### «Панегірик братів Скорульских»

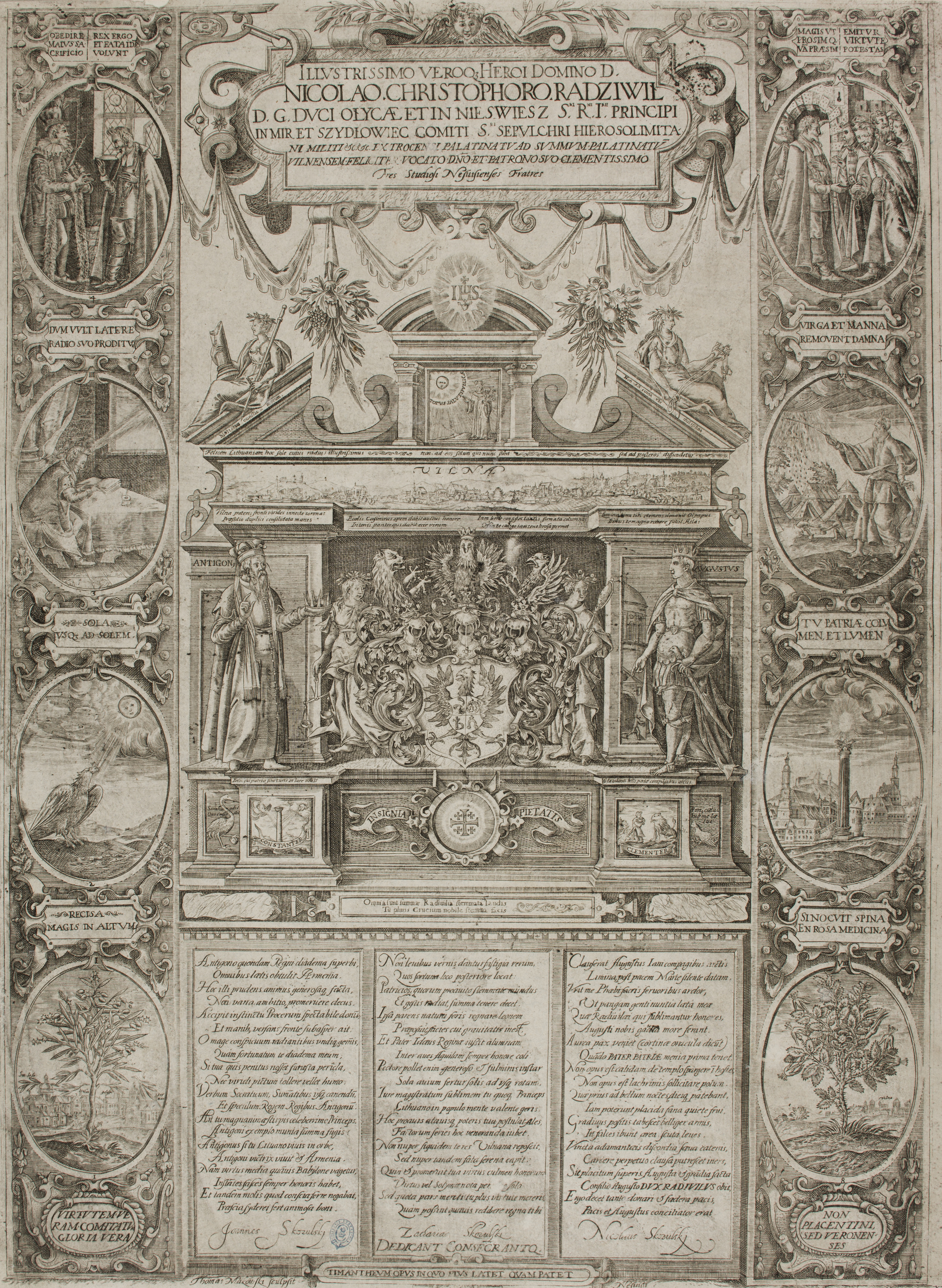
Панегірик братів Скорульских (Несвіж, 1604)

Якщо гравюри «Перегринації…» ще характеризуються деякою аматорською невпевненістю, визначеної технічною недосконалістю, то наступні роботи Т. Маковського показують набагато зрісший його професіоналізм і майстерність. 3 очевидністю це відображається в образах «Панегірика братів Скорульских» (1604), створеного в Несвіжі на честь призначення М. К. Радзивілла (Сирітки) на посаду віленського воєводи.
Зазвичай такі твори складалися за певною схемою і містили крім текстів зображення алегоричних персонажів, емблем, символів, безпосередньо пов'язаних зі змістом та адресністю панегірика. У них часто показувалися герби, містилися портрети конкретних осіб, сюжетні композиції, відображення деяких істот і предметів. Як правило, зображення і текст давалися в обрамленні або на тлі архітектурних форм і деталей, в поєднанні з чудовим орнаментованим декором. Саме таким твором є «Панегірик». Тексти для нього написали студенти Несвіжського єзуїтського колегіуму Ян, Захар і Микола Скорульські, а зображення вигравіював Т. Маковський. Друкували роботу в Брунсбергу у місцевого гравера і перекладача Т. Третера.
«Панегірик» являє собою досить великий аркуш розміром 37 х 57 см і складається з чотирьох розчленованих вузькими рамками частин: дві — у вигляді нешироких смуг — розташовані з боків, дві — всередині. Верх середньої частини займає декорований картуш, в якому вміщено заголовок-посвята панегірика, а трохи нижче — архітектурний об'єм (едикула із зображенням герба роду Радзивіллів). Герб зображений у чудовому обрамленні. Його підтримують дві алегоричні фігури — «Справедливість» і «Розум». Нижче, також в декоративній обробці, зображені єрусалимський хрест, по обидва боки якого на стрічках написано «Відзнаки благочестя». Інтерес викликає фриз вгорі едикули з панорамою Вільнюса. Низ середньої частини «Панегірика» займає текст.
Важливий сенс був вкладений в зображення, поміщені у восьми медальйонах з боків аркуша (по чотири на кожному). Всі вони в символіко-алегоричній формі розповідають про М. К. Радзивілла. Це сцени, де показано, як король надає князю статус воєводи, як влада Вільнюса передають йому символічні ключі від міста, як Мойсей збирає в пустелі манну небесну, а також окремі символічні образи — орла, зверненого до сонця, куща троянд на тлі Вільнюса та ін. Всі зображення «Панегірика» вигравірувані професійно, впевненою рукою досвідченого майстра. Врівноважена композиція, точний рисунок, грамотна перспективна споруда, хороше знання анатомії — риси, які виділяють цей твір. По-барочному багатослівною мовою образів Т. Маковський показує чудове прославлення добрих справ і заслуг свого опікуна.

### «Гіпіка, або Книга про коней»

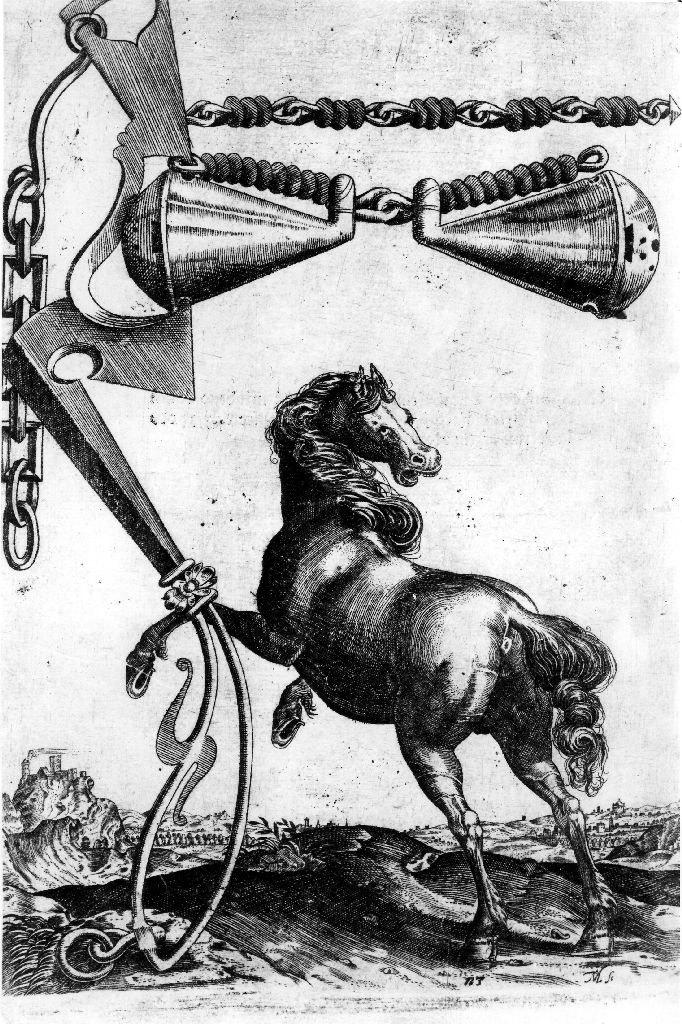
Ілюстрації до книги «Гіпіка, або Книга про коней» К. Дорогостайського (Краків, 1603)

Не менш значною роботою є ілюстрації до видання: «Гіпіка, або Книга про коней» (1603, Краків). Його автором був Криштоф Дорогостайський. По суті це був посібник з конярства, де містилися відомості про історію кінної їзди, породи коней, їх розведення та виїздку, опису упряжі, навіть вимоги до стайні і ветеринарні рекомендації. Швидше за все малюнки, а потім і гравюри до книги Т. Маковський робив по начерках К. Дорогостайського. Навряд чи у художника були настільки ґрунтовні знання в цій області. Основну частину художнього рішення «Гіпіки» складають зображення коней, породи яких, особливо італійських, цінував замовник. У них переважає майже однакове композиційне рішення: рельєфно зрозумілі фігури тварин показані в динамічних рухах, фігури чітко читаються на тлі неба і панорамних пейзажних видах. Майстерність Т. Маковського знайшла відображення не тільки в професійному гравіруванні, реалістичності, але і в тому, що в кожній ілюстрації художник знаходив нові виразні пластичні рішення. Зображення доповнюють численні варіанти кінської упряжі, які набувають вигляду своєрідного декору, обрамляючи фігури коней. Маковському вдалося об'єднати чисто приблизний характер ілюстрацій і свої художні погляди про красу навколишнього середовища, природи в багатоманітності її проявів.

### «Натхненний захисник вітчизни Казимир»
У друкарні Віленської єзуїтської академії у 1610 році була виконана ще одна значна робота Т. Маковського — оформлення та ілюстрації до книги «Натхненний захисник вітчизни Казимир» («Панегірик Казимира»). Книга написана Єронімом Більдзюкевичем з приводу канонізації в 1602 році Казимира Ягеллончика і народження в 1609 королевича Яна Казимира. Ініціатором видання був М. К. Радзивілл (Сирітка). Мистецьку частину книги складають титульний аркуш, 24 емблеми, символи і герб матері спадкоємця — королеви Констанції. Як і в «Панегіриках братів Скарульских», тут використаний мотив едикули, з боків якої на тлі колон виявлені персоніфіковані втілення важливих моральних достоїнств влади — «Безкорисливості» і «Сталості».
Зміст книги відображають емблеми, символи, зображені на її сторінках: «Світла», «Ясності» (зображення сонця і місяця), «Мужності» (образ лицаря, який готовий до бою), «Згоди» (пов'язані постріли), «Справедливості» (зображення терезів), «Вічності» (герби Польщі, Литви, Ваза, Ягеллонів, Габсбургів — королеви Констанції), «Благочестя» (фігура уклінної людини), а також «Авторитету», «Влади», «Витриманості», «Щедрості». Кожне символічне позначення вміщено у чудовому обрамленні, їх супроводжують тексти-пояснення. При створенні образів Т. Маковський користувався різноманітною літературою емблематично-панегіричного змісту, яка була широко поширена в той час в Європі. 3 неї майстер міг почерпнути такі знаки майже загальноприйнятого змісту.

## Вшанування пам'яті
У Несвіжі встановлений бюст Т. Маковського.